# Pallavolo ai XVIII Giochi centramericani e caraibici
La pallavolo ai XVIII Giochi centramericani e caraibici si è disputata durante la XVIII edizione dei Giochi centramericani e caraibici, che si è svolta a Maracaibo, in Venezuela, nel 1998.

## Podi
| Evento                         | Oro  | Argento         | Bronzo    |
| Pallavolo maschile (dettagli)  | Cuba | Messico         | Venezuela |
| Pallavolo femminile (dettagli) | Cuba | Rep. Dominicana | Venezuela |